# Rodonyà
Rodonyà là một đô thị trong ‘‘comarca’’ Alt Camp, Tarragona, Catalonia, Tây Ban Nha.

## Biến động dân số
| 1900 | 1930 | 1960 | 1990 | 2006 |
| ---- | ---- | ---- | ---- | ---- |
| 912  | 745  | 509  | 353  | 474  |

- Biến động dân số từ năm 1717 đến năm2006

1717-1981: población de hecho; 1990-: población de derecho